# Zygmunt Marian Szweykowski
Zygmunt Marian Szweykowski, né le 12 mai 1929 à Cracovie et mort le 3 août 2023, est un musicologue polonais, professeur de sciences humaines spécialisé en musique de la Renaissance et baroque.

## Biographie
Il est le fils de Zygmunt Szweykowski, historien littéraire, et d'Antonina, née Janiszewska.
Il étudie la musicologie à Poznań sous la direction du professeur Adolf Chybiński de 1946 à 1951 et obtient son doctorat sous la direction du professeur Józef Chomiński à l'Université Jagellonne en 1964 et son titre de professeur à l'Université Jagellonne en 1990.
Il donne des conférences en Pologne et à l'étranger, notamment à l'Université Adam Mickiewicz, à l'Université de Varsovie, à l'Institut d'art de l'Académie polonaise des sciences et à l'étranger à Allice Spring, Bâle, Bohum, Ljubljana, Padoue, Rome, Illinois, Uppsala et Salzbourg.